# Coyona (San Miguel de El Faique)
Coyona es un caserío peruano ubicado en el distrito de San Miguel de El Faique, perteneciente a la provincia de Huancabamba del departamento de Piura, al norte del Perú. 

## Ubicación
Coyona se ubica al oeste de la provincia de Huancabamba, en el distrito de San Miguel de El Faique, en el departamento de Piura.

## Demografía
En 2017 Coyona tenía una población de 74 habitantes.